# Sciapus albifacies
Sciapus albifacies är en tvåvingeart som beskrevs av Octave Parent 1931. Sciapus albifacies ingår i släktet Sciapus och familjen styltflugor.
Artens utbredningsområde är Bolivia. Inga underarter finns listade i Catalogue of Life.